# Dipcadi serotinum
Dipcadi serotinum är en sparrisväxtart som först beskrevs av Carl von Linné, och fick sitt nu gällande namn av Friedrich Casimir Medicus. Dipcadi serotinum ingår i släktet Dipcadi och familjen sparrisväxter.

## Underarter
Arten delas in i följande underarter:
- D. s. fulvum
- D. s. serotinum

## Bildgalleri

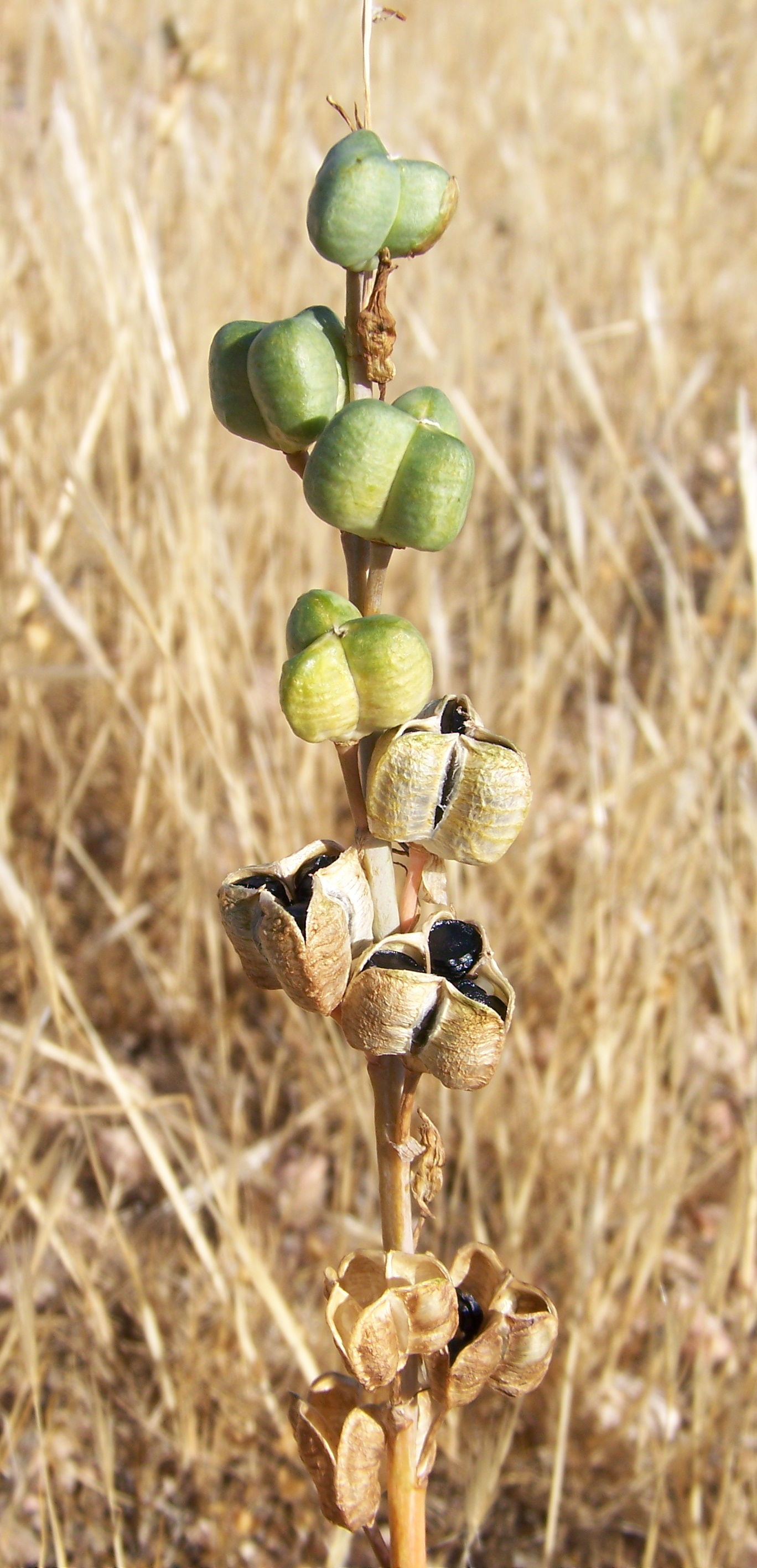
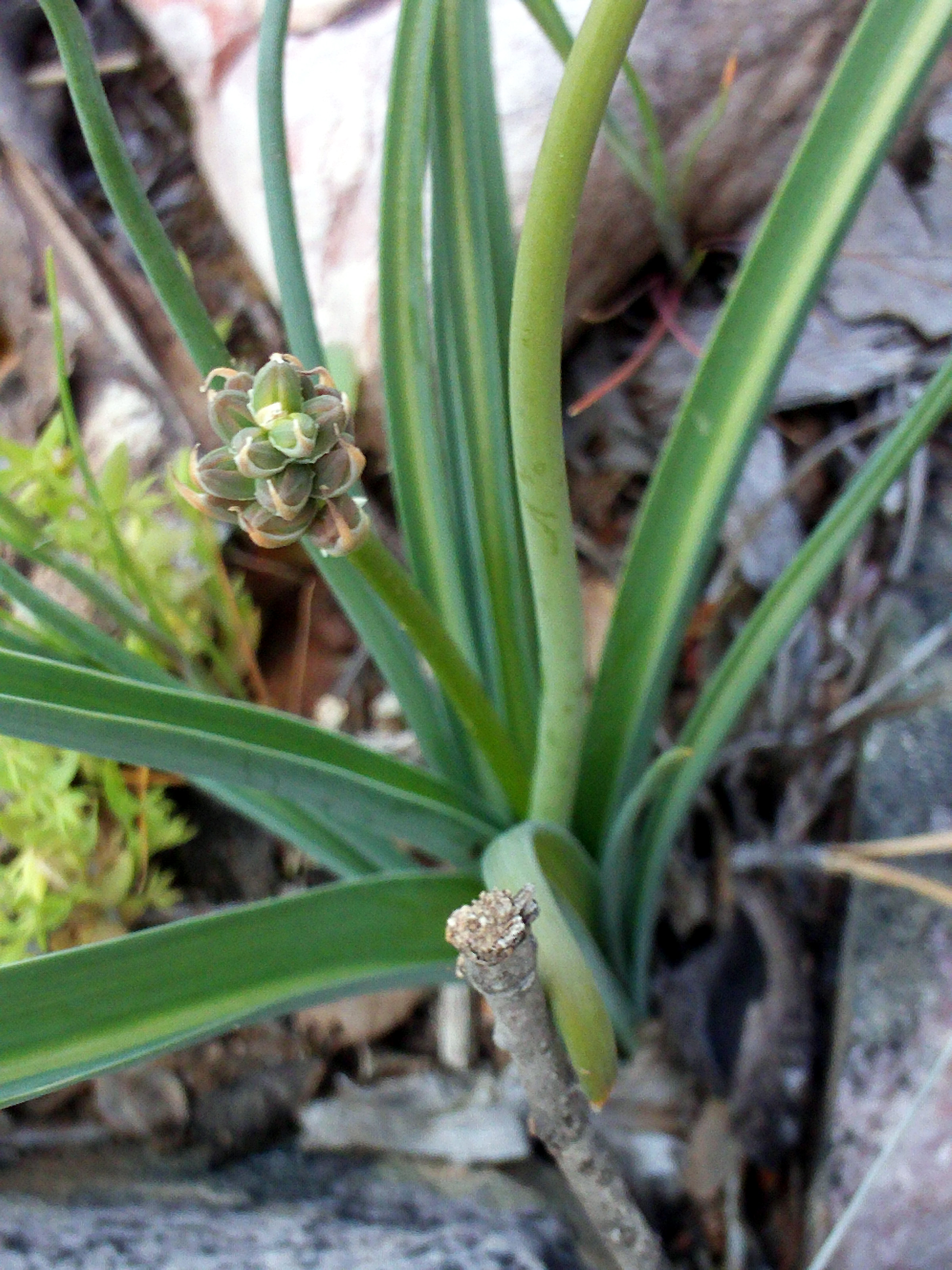
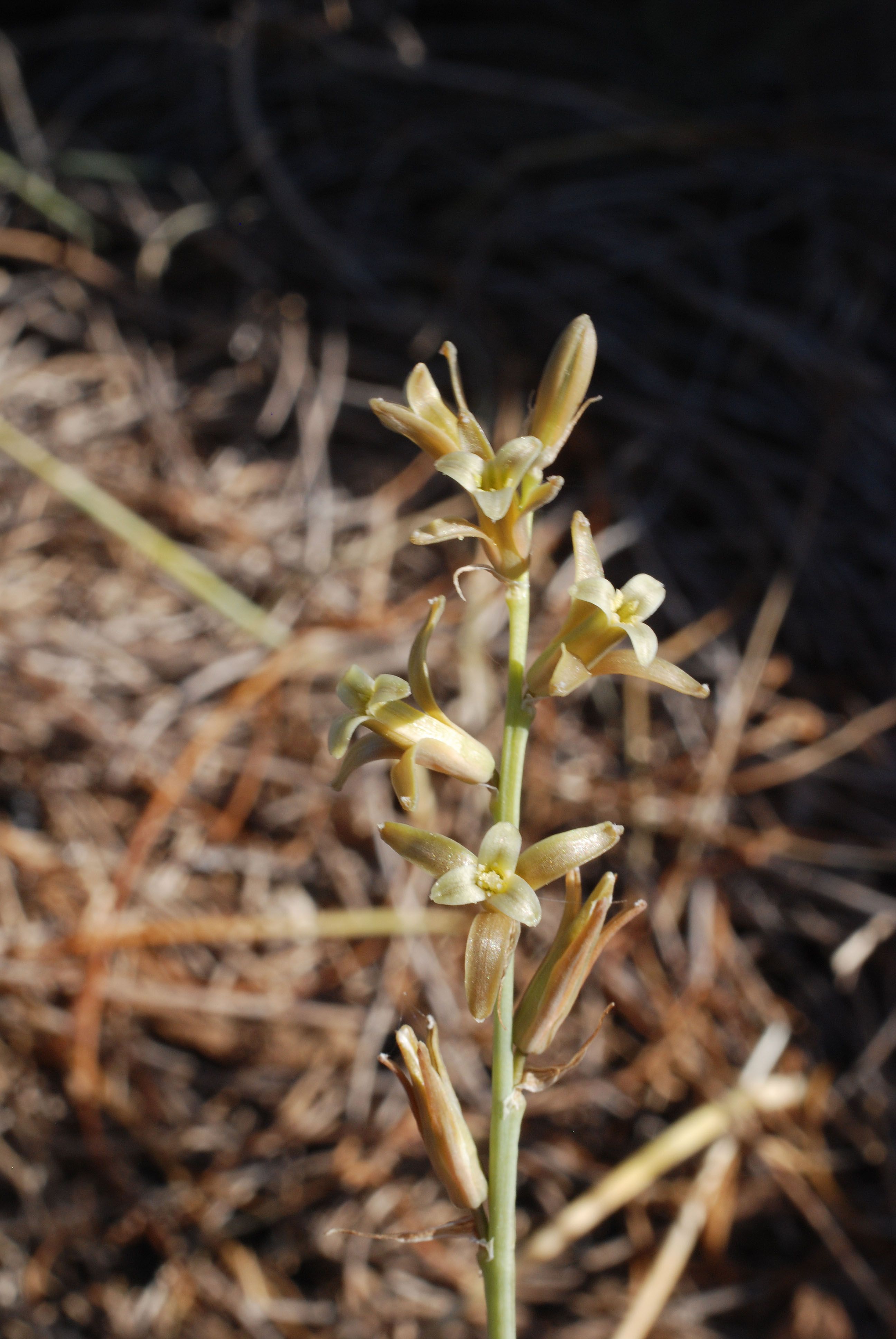
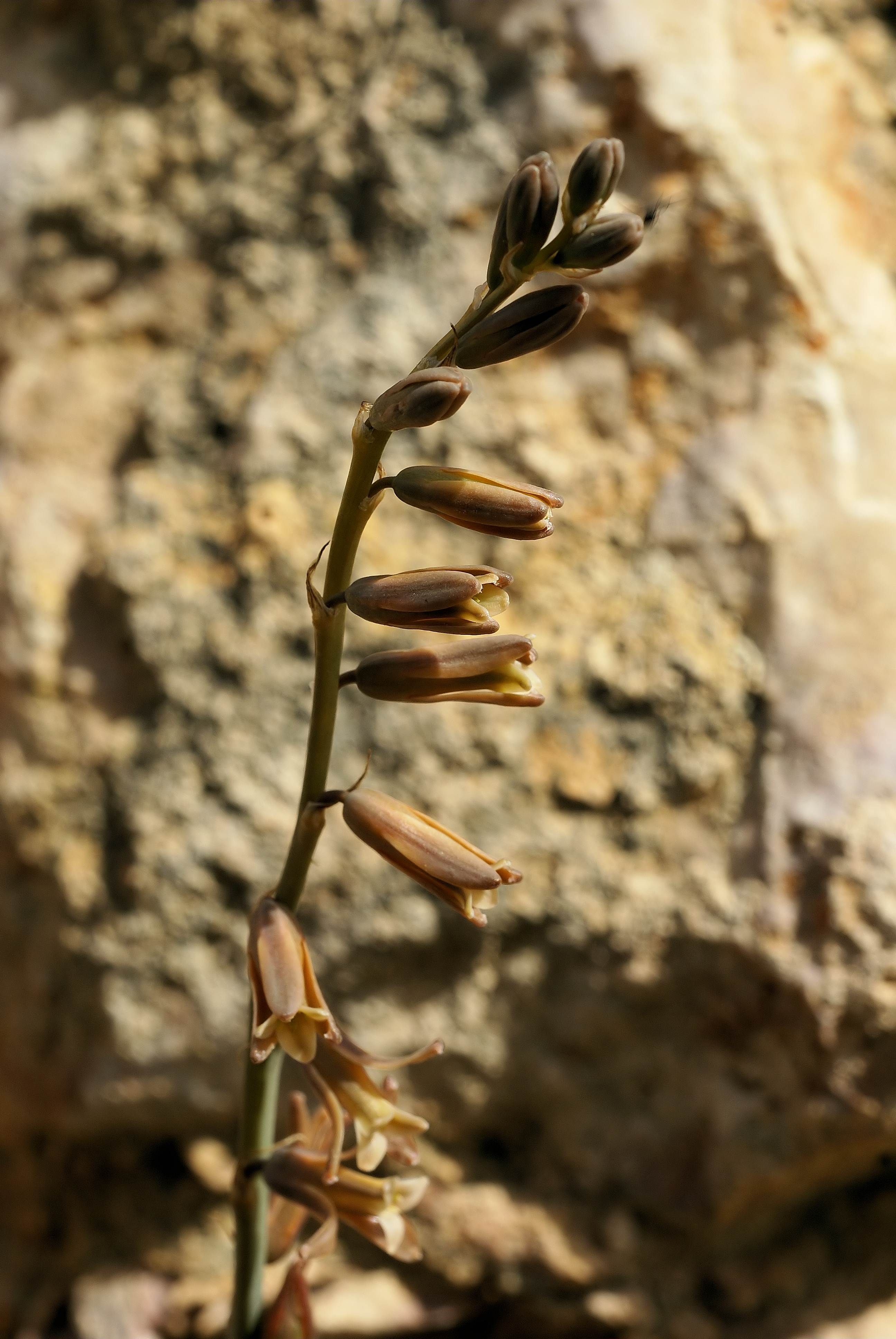